# Gaio Furio Pacilio Fuso
Gaio Furio Pacilio Fuso (fl. V secolo a.C.) è stato un console romano.

## Consolato
Gaio Furio Pacilio Fuso fu eletto console a Roma nel 441 a.C. con il collega Manio Papirio Crasso.
Anche questo fu un periodo di tranquillità per Roma, sia sul fronte interno che su quello esterno, nonostante la proposta del tribuno della plebe Petelio di assegnare terre alle plebe, richiesta che peraltro non ebbe alcun seguito..

## Tribunato consolare
Nel 426 a.C. fu nominato tribuno consolare con Tito Quinzio Peno Cincinnato, Marco Postumio Albino Regillense e Aulo Cornelio Cosso, con il compito di condurre la guerra contro Veio.
Effettuata la leva, mentre i primi tre conducevano l'esercito in territorio etrusco, Aulo Cornelio Cosso rimaneva a guardia della città. Lo scontro ebbe esito negativo per i romani, soprattutto per l'incapacità dei tre tribuni di coordinare le proprie azioni.
A Roma la notizia della sconfitta fu accolta con terrore, tanto che il senato decise di nominare un dittatore, ricorrendo perla terza volta a Mamerco Emilio Mamercino.